# Pedro Sará
Pedro Pablo Sará Giordano (Cordoba, 14 marzo 1924 – Oviedo, 23 marzo 2004) è stato un calciatore argentino, di ruolo attaccante.

## Carriera
Dopo aver giocato nel Belgrano si è trasferito al San Lorenzo, con la cui maglia nel 1949 ha realizzato 3 reti in 9 presenze nella prima divisione argentina. A fine stagione si è trasferito in Spagna al Real Oviedo, con cui nella stagione 1949-1950 (in cui realizza 4 reti in 12 partite di campionato giocate) retrocede dalla prima alla seconda divisione spagnola, categoria in cui poi gioca per un biennio (con complessive 31 reti segnate in 49 partite giocate) fino alla vittoria del campionato 1951-1952. Disputa poi sempre con il Real Oviedo altre due stagioni in prima divisione (40 presenze e 18 reti) ed una stagione in seconda divisione (4 presenze e 2 reti), mentre dal 1955 al 1957 gioca al Real Murcia, con cui trascorre prima una stagione in prima divisione (22 presenze e 6 reti) e poi una stagione in seconda divisione (28 presenze e 8 reti). Segue poi un percorso analogo (retrocessione in prima divisione nel primo anno seguita da un anno di militanza in seconda divisione) anche con il Real Jaén, con cui milita tra il 1957 ed il 1959. Si ritira poi nel 1960, dopo una stagione trascorsa nella terza divisione spagnola con la maglia dell'Alcoyano.

## Palmarès

### Club

#### Competizioni nazionali
- Segunda División: 1

Real Oviedo: 1951-1952